# ラブ郡 (ブルネイ)
ラブ郡（ラブぐん、Labu）はブルネイ･ダルサラーム国テンブロン地区にある郡。 テンブロン地区の北部に位置し、北はブルネイ湾（Brunei Bay）に面する。東はマレーシアサラワク州、南はバトゥ・アポイ郡、南西はバンガル郡、西はマレーシア・サラワク州リンバン（Limbang）と接する。ラブ郡はいくつかの島を持つ。

## 村
ラブ郡には以下の村がある。
- アヤム・アヤム村（Kampong Ayam-Ayam）
- セヌコー村（Kampong Senukoh）
- パヤウ村（Kampong Payau）
- ピアサウ・ピアサウ村（Kampong Piasau-Piasau）
- ラブ・エステート村（Kampong Labu Estate）

## 島
主な島は以下の通り。
- シアラウ島（Pulau Siarau）
- セランジャク島（Pulau Selanjak）
- セリロン島（Pulau Selirong）
- ピトゥアト島（Pulau Pituat）

## 国境
マレーシア・サラワク州との国境に至る道路がこの郡を通過している。道路沿いにはテンブロン地区行政庁所在地のバンガルやマレーシアのラワス（Lawas）といった主要な町がある。ブルネイ側にはラブ・チェックポイントという国境検問所がバンガルの東に、マレーシア側にはメンカラップ（Mengkalap）検問所がトルサン・バザール（Trusan Bazaar）というラワスから約8km離れた場所に置かれている。